# Airbus A340
Az Airbus A340 hosszútávú, négyhajtóműves utasszállító repülőgépekből álló repülőgépcsalád, amelyet az európai Airbus konzorcium gyártott. Az utasférőhelyek száma típustól függően 261 és 380 fő, hatótávolsága 13 700 és 16 700 km között mozog. Hasonló konstrukciójú, mint a nála kisebb A330-as család. Az első A340-es típusok törzsének struktúrája az A330-ashoz hasonlít, a két típus szárnya pedig ugyanaz. A későbbi, nagyobb modellek már meghosszabbított törzzsel és szárnnyal készültek.

## Fejlesztése

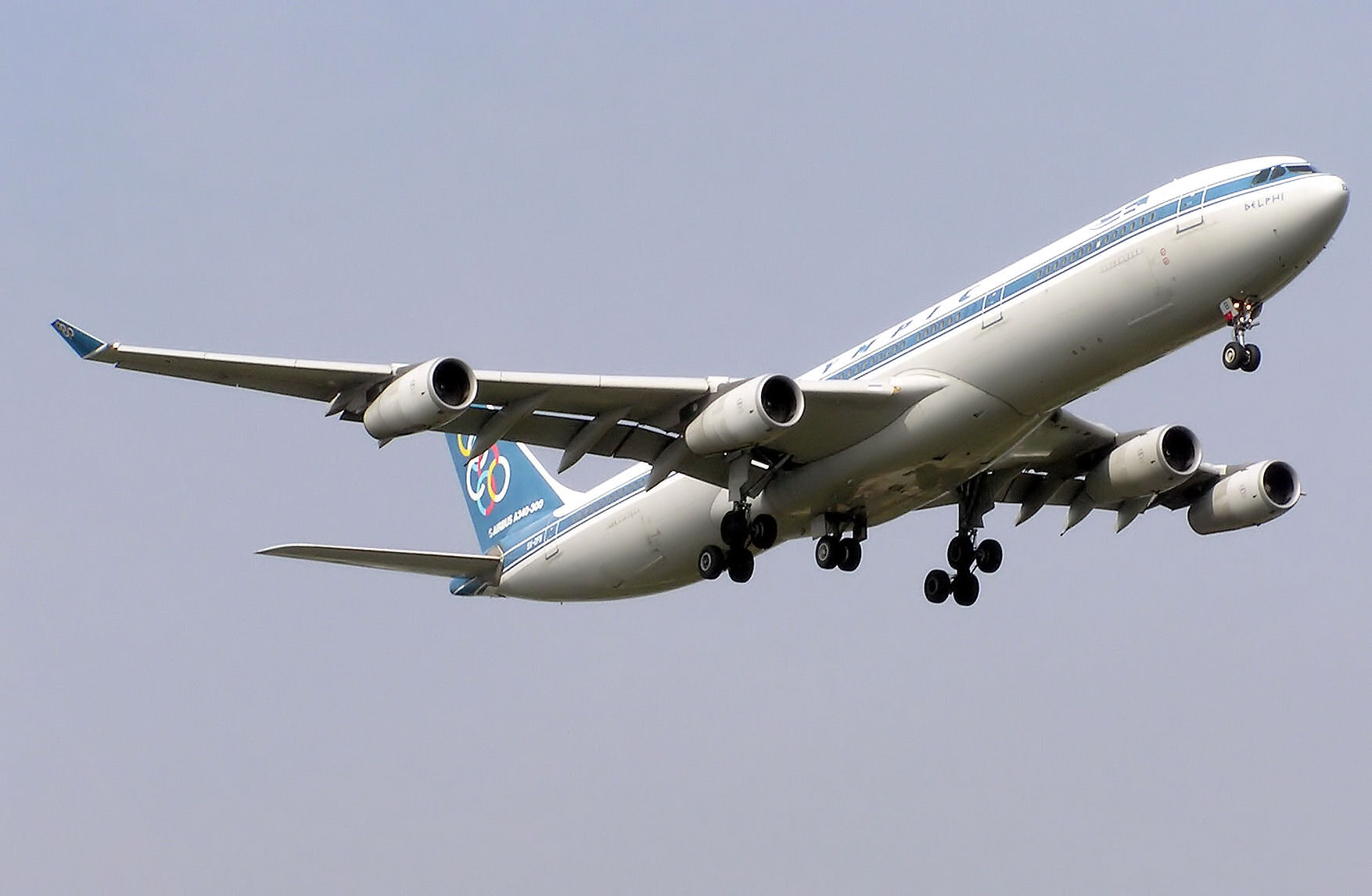
Az Olympic Airlines A340–300 repülőgépe. Jól látható a törzs alján, a szárnyak között elhelyezett héjszerkezet, mely a kezdeti légáramlási problémákat orvosolta

Az első tanulmányok 1981-ben készültek (TA11) néven, melyet az Air International novemberi száma mutatott be. Az A320 (SA 9) és A330 (TA9) első rajzai is szerepeltek a magazin ezen számában.
Az A340 projekt 1987-ben indult. Célja egy nagy hatótávolságú kiegészítő repülőgép tervezése volt a rövid hatótávolságú A320 és a közepes hatótávolságú A300 mellé. A projekt indítását több tényező is motiválta. A kéthajtóműves Airbus repülőgépek ugyanis hátrányban voltak a Boeing nagy repülőgépeivel (pl. Boeing 747) szemben, mert az akkor érvényes szabályozás szerint minden kéthajtóműves gépnek olyan repülési útvonalat kellett követnie, hogy baj esetén legfeljebb 60 percen belül el tudjon érni egy leszállásra alkalmas repülőteret. Ez lehetetlenné tette, hogy olyan útvonalon használják őket, melyek óceánok felett vezetnek. További tényező volt az 1970-es évek elején nagy számban rendszeresített DC–10 és L1011 repülőgépek fokozatos elöregedése, melyek felváltására a légitársaságok már keresték a lehetséges utódokat.
Az A340 és az A330 tervezése egyszerre történt. Ugyanazt a törzset és szárnyat kapták, de az A320 számára kifejlesztett avionikai berendezések nagy részét is megkapták, valamint a szerkezet egy része kompozit anyagokból készült. Mindkét modell első prototípusát ugyanazon a gyártósoron építették.
A repülőgéphez eredetileg az International Aero Engines új fejlesztésű hajtóműveit kívánták felhasználni, azonban a hajtómű gyártója idő előtt leállította a fejlesztést és a hajtómű sohasem készült el. Emiatt a CFM International által fejlesztett CFM56–5C4 - eredetileg alternatív - hajtómű lett a repülőgép kizárólagos erőforrása. Az újabb A340–500 és –600 modellek Rolls–Royce Trent 500 típusú hajtóművel készültek.
Az A340 1991. október 25-én hajtotta végre szűzrepülését. A berepülések során felfedezték, hogy a szárnyak nem elég erősek ahhoz, hogy a külső hajtóművek körüli légáramlást elviseljék. Utazósebesség körül a szárnyak rázkódtak és meghajlottak. A megoldást egy - a teknősbékák páncéljának lapos részéhez hasonlító - dudor alakú merev héjszerkezet kifejlesztése jelentette, amely a törzs alatt, a két szárny között található. Ez a szerkezet korrigálta a légáramlási problémákat. A módosított A340 1993-ban lépett szolgálatba, első üzemeltetői a Lufthansa és az Air France voltak.

## Jellemzői
Az A340 műszakilag igen magas színvonalú. A kormányszerkezetet a pilóták nem közvetlenül kábelek segítségével, hanem elektronikus kormányvezérlő (ún. fly-by-wire) rendszeren keresztül mozgatják. A pilóta ilyenkor a kormány segítségével egy elektronikus parancsot ad ki, a tényleges beavatkozást pedig egy hidraulikus szerkezet végzi el. Éppen ezért a pilóták nem hagyományos szarvkormányt használnak, hanem egy kis botkormányt, mely a kezük ügyében, tőlük oldalra helyezkedik el. A pilótafülke nagyon hasonlít az A320 pilótafülkéjéhez. A pilóták besorolása az A340 és A330 típusok esetében azonos, ez – és a hasonló pilótafülke – lehetővé teszi, hogy ugyanaz a pilóta minimális átképzés után vezethesse az A320/A330/A340 típusokat. Ez komoly költségcsökkentő tényező azoknál a légitársaságoknál, ahol mind a három típuscsaládot szolgálatban tartják. Az információk kijelzése nem analóg műszereken, hanem elektronikus kijelzőkön történik (katódsugárcsöves a korai példányokon, LCD a későbbieken). A repülési terminológiában ezt glass cockpit néven emlegetik. A gép sok eleme kompozitanyagokat tartalmaz.

## Típusváltozatok

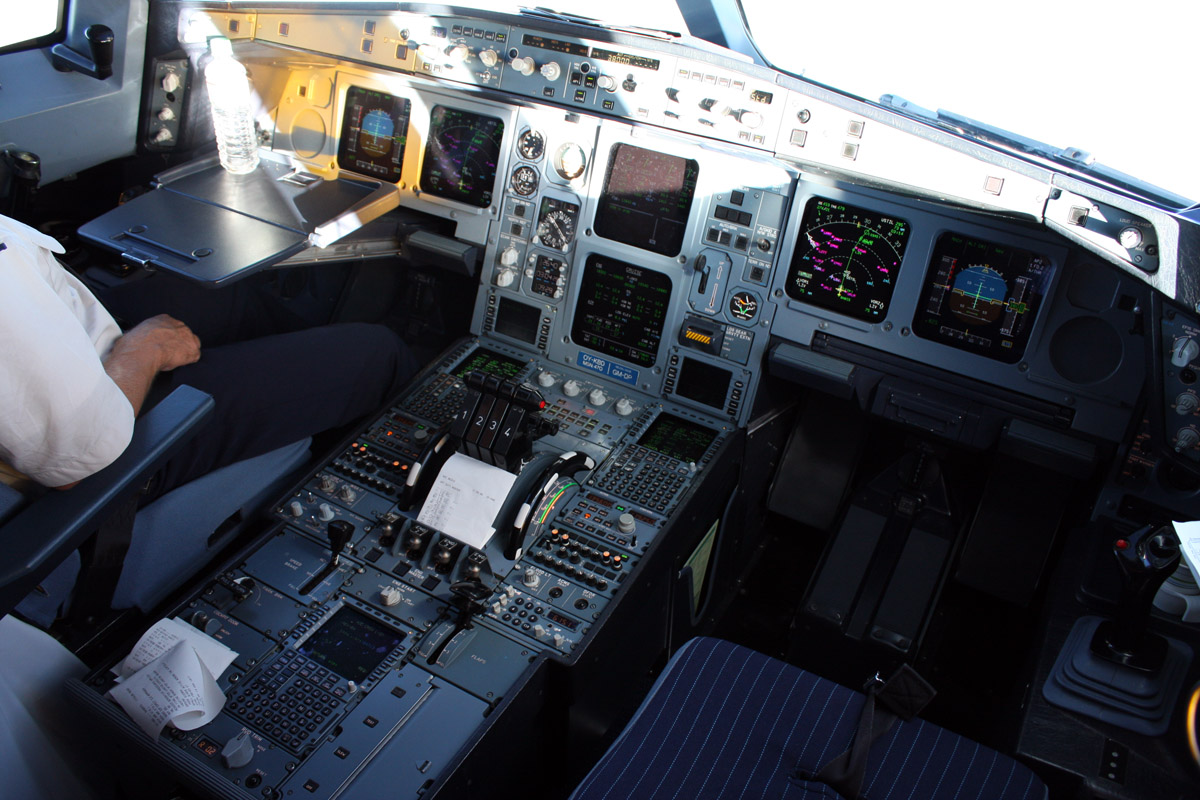
A340 pilótafülke

Az A340-es család négy típusból áll, amelyet két különböző évben mutattak be. Az A340–200-as és –300-as 1987-ben mutatkozott be a nagyközönségnek és 1993-ban állt szolgálatba. Az A340-500-as és 600-as repülőgépek 1997-ben jelentek meg, a légitársaságok 2002 óta repülhetnek velük. Valamennyi alváltozat rendelhető volt egyedi kialakítással is. Ezeknek a tervezésével és építésével az Airbus vállalat külön részlege foglalkozik.

### A340–200

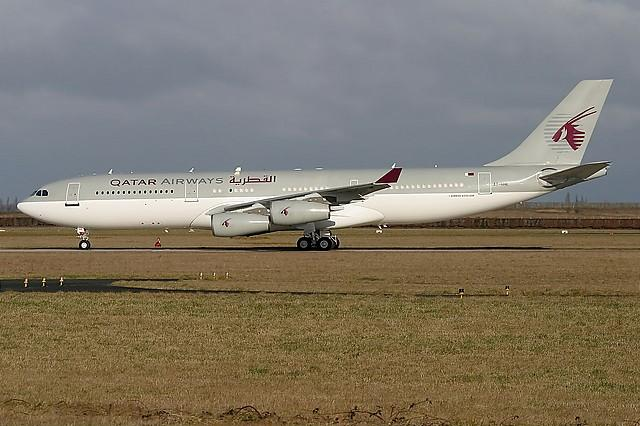
A Qatar Airways Airbus A340–200 repülőgépe

A második változata volt a típuscsaládnak az A-340-300 után. Első felszállásának időpontja 1992. április 1. A törzse ennek a legrövidebb, a szárny fesztávolsága ellenben nagyobb, mint a törzs hossza. Szolgálatba állításakor ez volt az egyik legnagyobb hatótávolságú utasszállító repülőgép a maga 13 800 km-es hatótávolságával. Lehetővé tette az addigiaknál lényegesen hosszabb útvonalú járatok indítását. Három osztályon összesen 261 utast szállíthat. A tolóerőt négy darab CFMI CFM56–5C4 hajtómű adja.
Készült egy speciális változat Brunei szultánja számára, aki még nagyobb - 8000 mérföldes (kb. 14 820 km) - hatótávolságot igényelt. Ennek megfelelően az egyedi változat 15 000 km-es távolságra kapott repülési engedélyt. A repülőgép típusszáma A340–8000 lett. Később az alapváltozat több példánya továbbfejlesztésen esett át és azok 8000 mérföldre, azaz 14 820 km-re szóló engedélyt kaptak. Típusszámuk A340–213X lett.
A légitársaságoknál nem volt népszerű, aminek több oka is volt: a nagy szárnyfesztávolság, a rövid törzs és a négy hajtómű miatt túl nehéz lett, a kis üléskapacitás miatt nem volt gazdaságos a működtetése. Népszerűtlenségéhez hozzájárult az időközben továbbfejlesztett A340-300 is. Összesen 28 darabot szállítottak le. Néhány példány épült katonai, illetve egyedi célokra. Már nincs gyártásban.

### A340–300

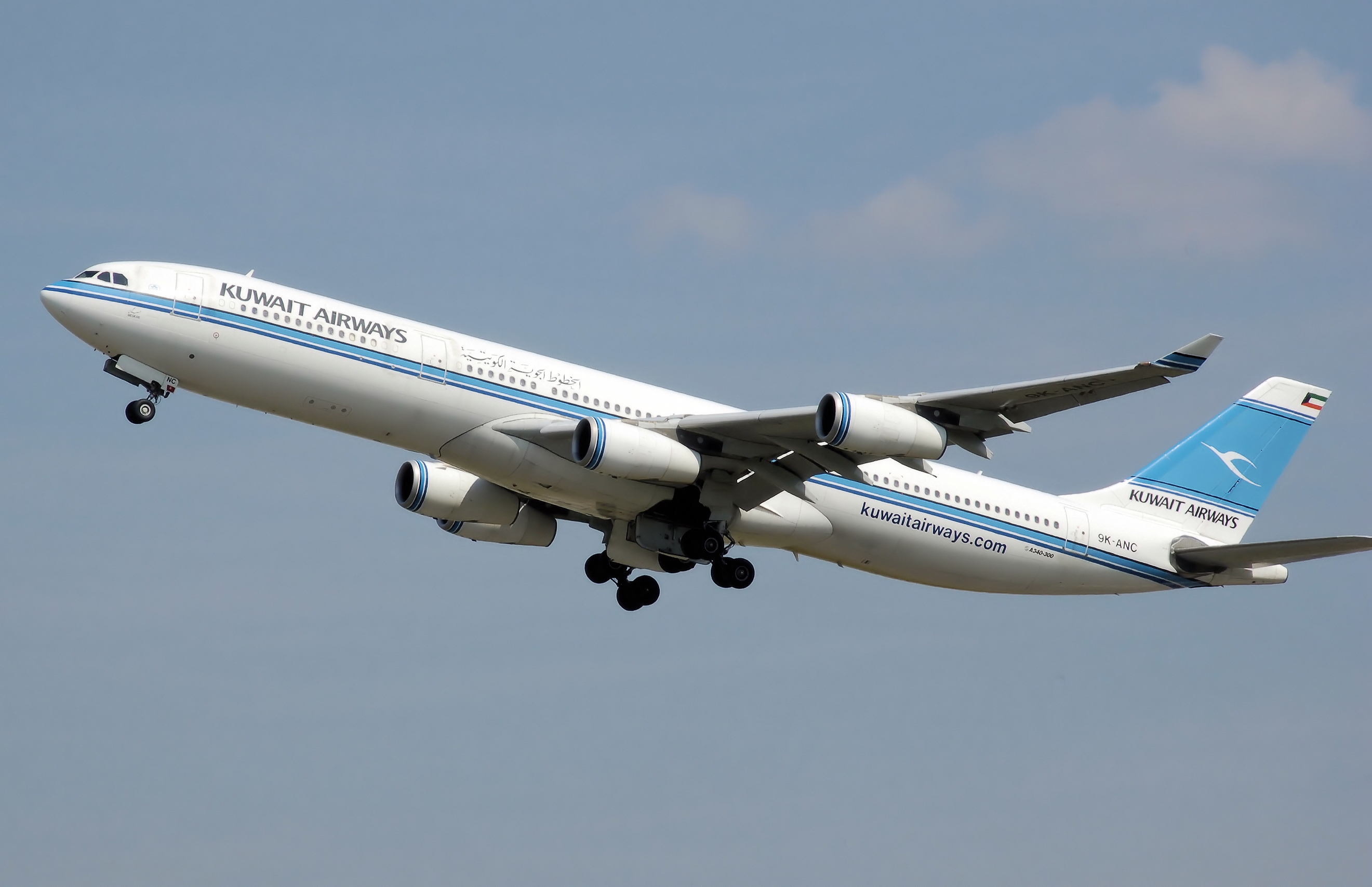
A Kuwait Airways légitársaság egyik Airbus A340–300 repülőgépe felszállás közben

Az A340–300 295 utast képes szállítani három osztályon, legfeljebb 12 400 km-re. 1991-ben repült először és 1993-ban lépett szolgálatba a Lufthansa és az Air France flottájában. Ugyanaz a hajtóműve, mint az A340–200 típusnak. Két közvetlen vetélytársa a Boeing 777–200ER és a McDonnell-Douglas MD–11, amelyet már nem gyártanak.
Az A340–313X az alapmodell nehezebb változata, a Singapore Airlines állította szolgálatba először, bár ők ma már nem használják.
A legutolsó változat az A340–313E. A South African Airways légitársaság állította először szolgálatba 2003-ban. 276,5 tonna a megengedett legnagyobb felszálló tömege, hatótávolsága 13 300 és 13 700 km között mozog. Az eredeti hajtómű erősebb változatát (CFM56–5C4) használja. A legnagyobb felhasználója a Lufthansa, mely 30 darabot üzemeltet belőle.
Az A340–300-ból összesen 217 darabot szállítottak le, az utolsót 2008-ban. Ma már nincs gyártásban.

### A340–500

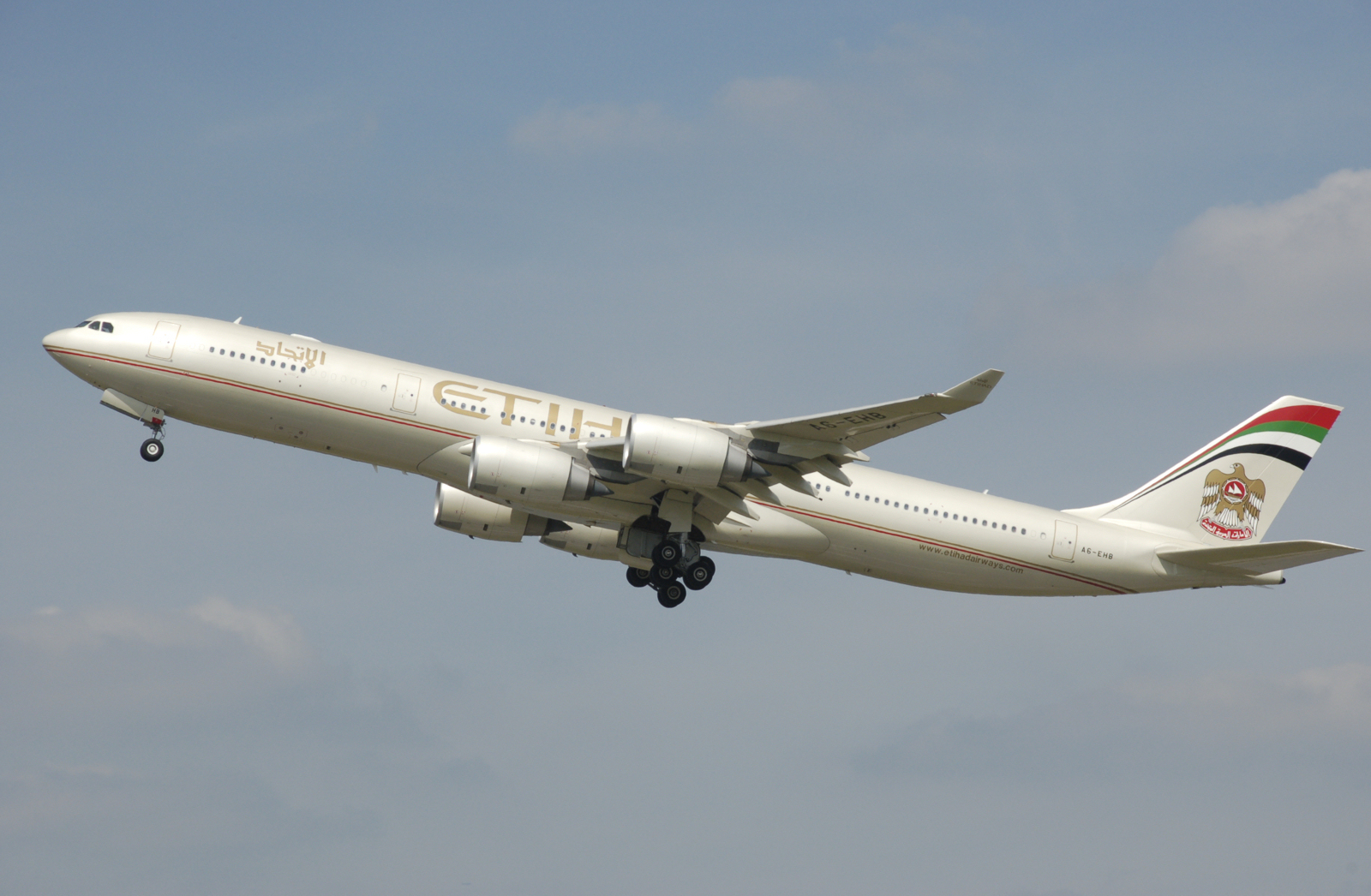
Etihad Airways Airbus A340–500

Az Airbus A340–500 volt bevezetésekor a legnagyobb hatótávolságú utasszállító repülőgép és az is maradt egészen a Boeing 777–200LR szolgálatba állításáig. 2002. február 11-én repült a prototípusa először, majd 2002 decemberében megkapta a repülési engedélyeket is. Az első rendszeresítője az Emirates volt.
A repülőgép 313 utast szállíthat 3 osztályos elrendezésben, legfeljebb 16 020 km-es távolságra. Összehasonlítva az A340–300 modellel szembetűnő a 4,3 m-rel hosszabb törzs, a nagyobb szárnyfelület és a nagyban megnövelt üzemanyag kapacitás. Beépített kamerák találhatóak a törzs különböző részein, melyek a gurulás során hasznosak. Új Rolls–Royce Trent 553 típusú hajtóműveket kapott.
Összesen 36 darab A340–500 repülőgépet rendelt 7 légitársaság és 4 kormányzati vásárló.
Képes arra, hogy olyan hosszú útvonalakon repüljön leszállás nélkül mint London–Perth, bár a visszautat rendszerint ellenszélben kell megtennie, ezért le kell szállnia valahol tankolni. A Singapore Airlines több hosszú útvonalon üzemelteti az A340–500 flotta gépeit. A Thai Airways International a Bankok–Los Angeles/New York útvonalakon üzemeltette járatait, majd a megemelkedett üzemanyagárak miatt 2008. június 1-jével leállította őket.
Az A340–500HGW változat 2006. október 13-án repült először. Megerősített szerkezete van, így nagyobb lehet a maximális felszálló tömege. Hatótávolsága 16 700 km, az alapváltozathoz képest még hosszabb útvonalakon üzemelhetnek. Négy darab Rolls-Royce Trent 556 hajtóművel szerelték.
Az első változatot a Thai Airways International állította üzembe 2007. április 11-én. A Kingfisher Airlines és az Arik Air hosszú útvonalakon szeretné üzembe helyezni flottáját.

### A340–600

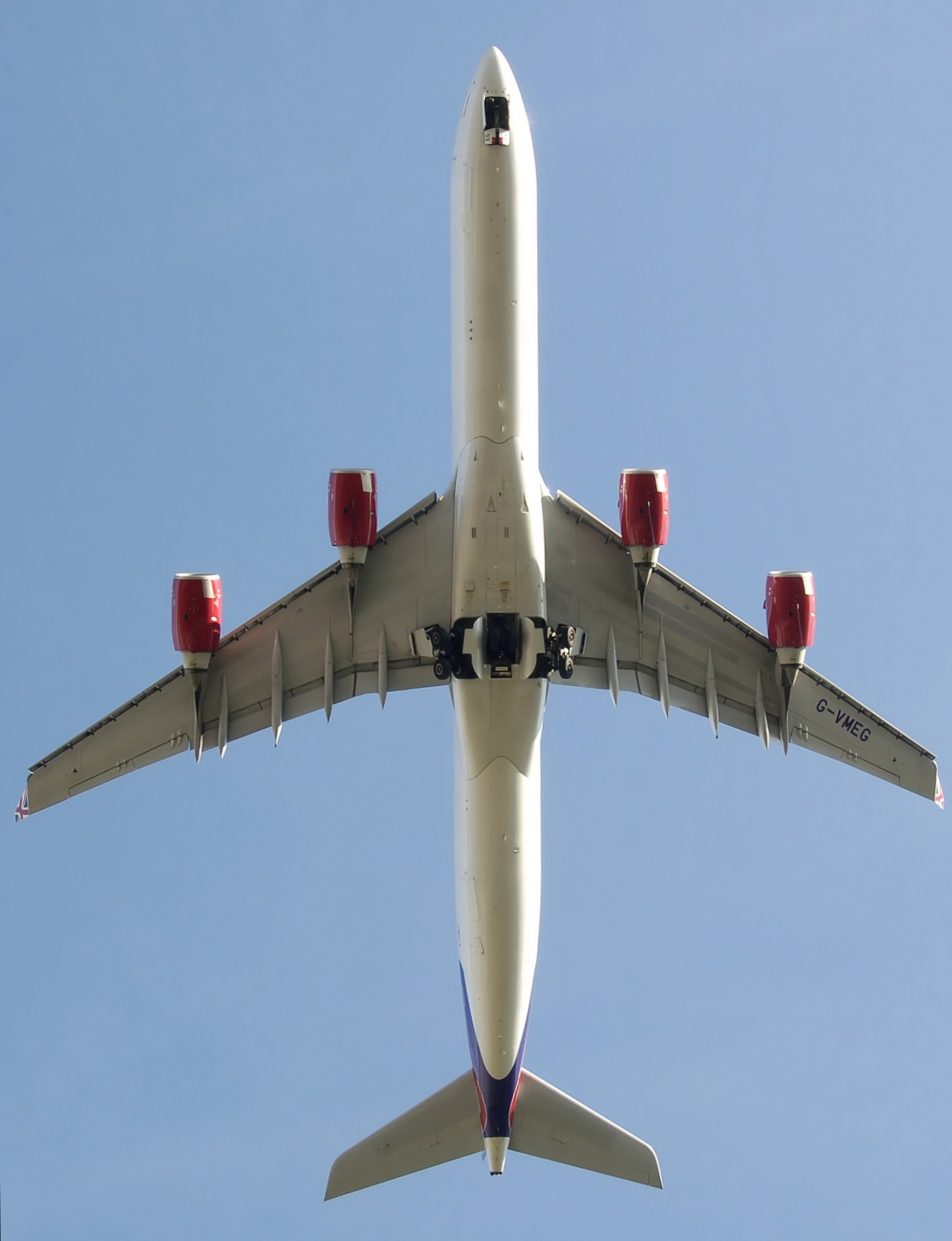
A Virgin Atlantic A340–600 repülőgépe felszállás közben alulnézetből fotózva. A gép még nem húzta be futóműveit teljesen

Az A340–600 repülőgépet eredetileg a Boeing 747 leváltására tervezték. Összesen 380 utast szállíthat 3 osztályos konfigurációban, 13 900 km-es távolságra. A Boeing 747-essel összehasonlítva az utasszállító kapacitása hasonló, ugyanakkor 25%-kal nagyobb a teherszállító képessége, míg az üzemeltetési költsége jóval kisebb. 2001. április 23-án repült először. A Virgin Atlantic Airways állította először szolgálatba 2002 augusztusában.
Az A340–300 bázisán fejlesztették ki. Több mint 10 méterrel hosszabb a B-747-esnél, így a leghosszabb törzsű utasszállító repülőgép volt a Boeing 747–8 Intercontinental 2010-es megjelenéséig. Négy Rolls-Royce Trent 556 hajtómű az erőforrása. A futóműve megerősített az A340–300-hoz képest sokkal nagyobb felszálló tömege miatt. A nagyobb teherszállító tömeg kiegyensúlyozatlanná tette a repülőgépet, emiatt az Airbus azt ajánlotta a légitársaságoknak, hogy csökkentsék a szállított teher tömegét. Az érintett társaságok kártérítés igénylését vették fontolóra.
Az A340–600HGW az eredeti A340–600 megerősített változata. Az erősebb szerkezet lehetővé teszi, hogy több üzemanyagot szállítson és hosszabb útvonalon repüljön. A megengedett legnagyobb felszálló tömege ezért 380 tonna, hatótávolsága 14 600km. Nagyobb tolóerejű Rolls-Royce Trent 560 hajtóműveket kapott. 2005. november 18-án repült először. Repülési engedélyét 2006. április 14-én kapta meg.
Az Emirates összesen 8 példányt rendelt belőle, de elhalasztotta a vásárlást és végül törölte a rendelést. A Qatar Airways 2006 szeptemberében vette át első gépét. Az első példány átvétele után azonban a többi gépre szóló vásárlási opcióját nem vette igénybe.
Az A340 eladásai a Boeing 777 család (777–200ER és különösen a 777–300ER) bejelentésével egyidejűleg meredek csökkenésnek indultak. Ennek oka az, hogy a Boeing 777 GE90 hajtóművei ugyan nagyobbak és több tüzelőanyagot fogyasztanak, mint a Rolls-Royce Trent 500, de kettő elég belőlük. Ezért aztán a Boeing 777 üzemanyag igénye jóval kisebb, mint a négy hajtóműves a A340-é. Válaszul az Airbus bejelentette az A340E (Enhanced) típust. Az új altípus a Rolls-Royce Trent 1500 hajtóműveknek köszönhetően a Boeing 777-hez hasonló fogyasztással rendelkezett volna, azonban a típuscsalád gyártásának leállításával soha nem készült el. Összesen 127 darab A340E építését tervezték 2016-ig, azonban 2011-ben leálltak az A340 típuscsalád gyártásával. A gyártás leállítását a megváltozott piaci igényekkel indokolták. Az Airbus teljes körű szerviz szolgáltatást nyújt a forgalomban lévő A340-est üzemeltető légitársaságoknak.
A 2008 közepén bekövetkezett üzemanyagár-növekedés hatására több légitársaság lerövidítette hosszú járatait. A Thai Airways International például törölte a Bangkok–New York járatát. A Bangkok–Los Angeles útvonalon pedig egy leszállást iktattak be Oszakában. A probléma az, hogy a hosszú útvonalakra a repülőgépeknek teljesen feltöltött üzemanyagtartályokkal kell elindulniuk, emiatt a repülés egy része alatt sok üzemanyagot használnak fel arra, hogy magát az üzemanyagot magával vigyék. Pierre-Henri Gourgeon, az Air France légitársaság igazgatója nyilatkozata szerint az ilyen repülőgép "egy repülő benzinkúthoz hasonlít alig néhány utassal a fedélzetén". A megnövekedett üzemanyagár 120%-os kihasználtságot követel meg, ami természetesen lehetetlen. A Thai Airwaysen kívül más társaságok is fontolgatják a hosszú útvonalú járatok rövidítését.

## Üzemeltető légitársaságok

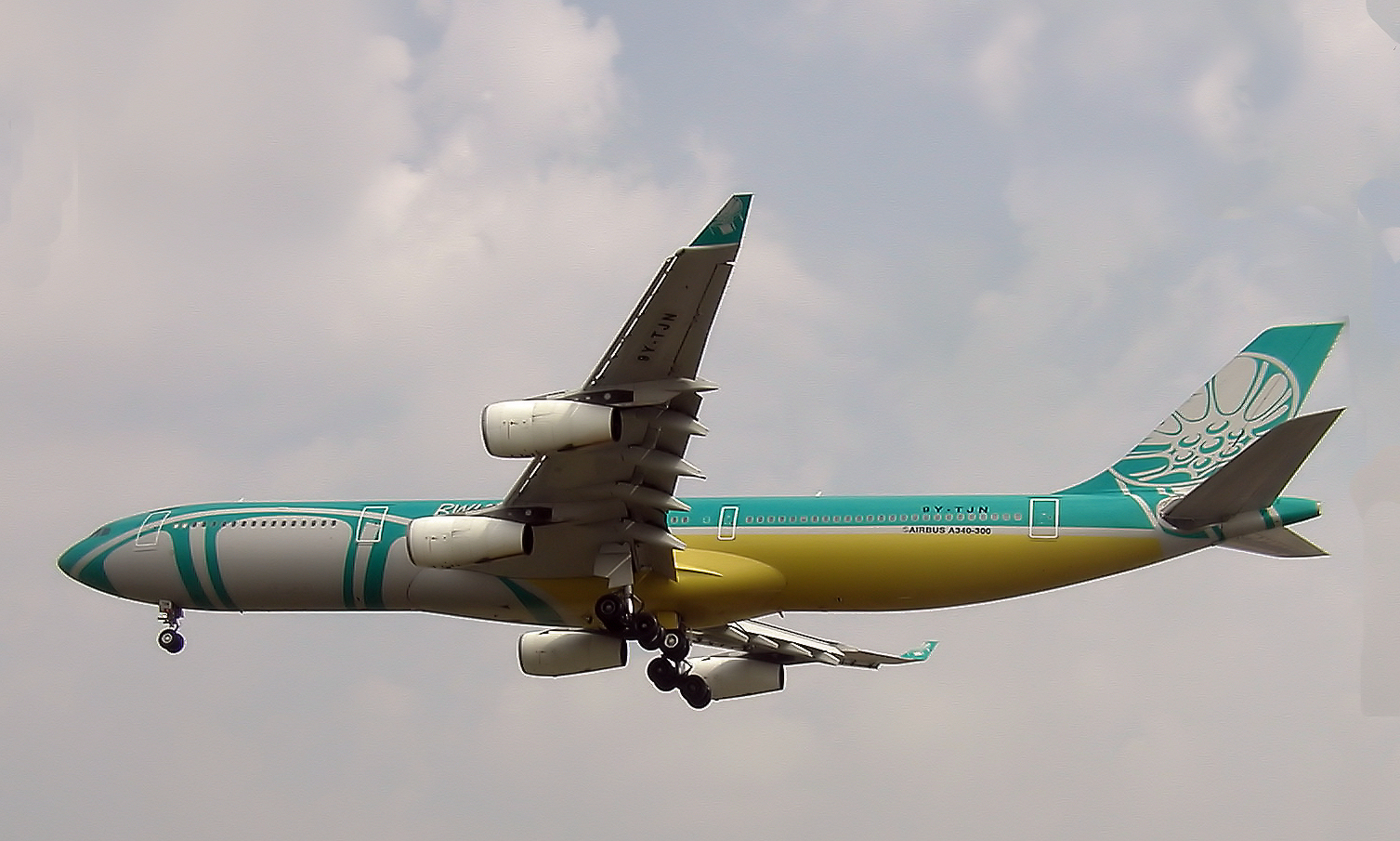
BWIA A340-300

2011. október 31-ig a típus változataiból összesen 379 darabot rendeltek meg (246 db A340–200/300, 133 db A340–500/600), ebből 375 darabot szállítottak le (246 db A340–200/300, 129 db A340–500/600). Összesen 365 állt ténylegesen szolgálatban.
A szállítások évenkénti bontásban a következőképp néznek ki:
| 1993 | 1994 | 1995 | 1996 | 1997 | 1998 | 1999 | 2000 | 2001 | 2002 | 2003 | 2004 | 2005 | 2006 | 2007 | 2008 | 2009 | 2010 |
| 22   | 25   | 19   | 28   | 33   | 24   | 20   | 19   | 22   | 16   | 33   | 28   | 24   | 24   | 11   | 13   | 10   | 4    |

A típus főbb üzemeltetői:
- Air France, 15 db
- Iberia, 17 db
- Lufthansa, 32 db
- South African Airways, 23 db
- Swiss International Air Lines, 5 db
- Virgin Atlantic Airways, 23 db

## Balesetek

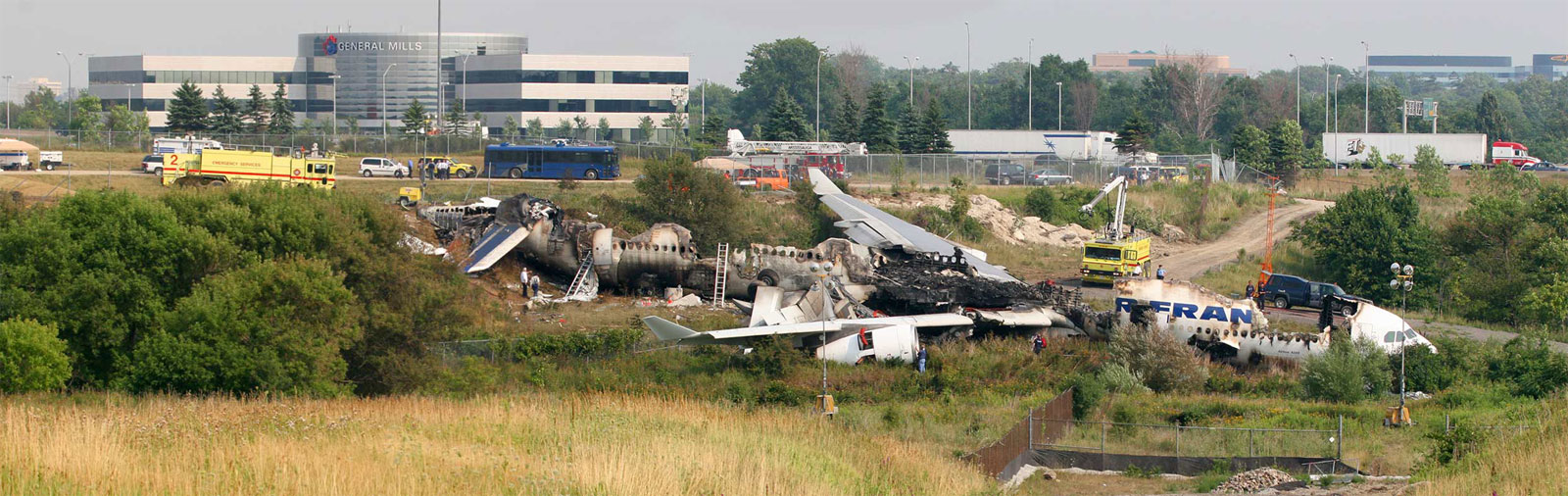
Az Air France Flight 358 roncsa a torontói Toronto Pearson nemzetközi repülőtér közelében

2025 júniusig még nem ért A340-es repülőgépet olyan baleset,a mely emberéletet követelt volna. Öt esetben fordult elő, hogy a balesetet szenvedett gép teljesen összetört.
- 1994. január 20. - Az Air France egyik A340–211 gépe (F–GNIA) lángra kapott kiszolgálás közben, és leégett.
- 2001. július 24. - A Tamil Tigrisek nevű terrorszervezet katonái öngyilkos akciót hajtottak végre a Bandaranaike Nemzetközi Repülőtéren. Az akcióban több katonai repülőgép mellett a SriLankan Airlines egyik A340–312 (4R–ADD), illetve két Airbus A330 és egy A320 repülőgépe is megsemmisült.
- 2005. augusztus 2. - Az Air France Flight 358 járata túlfutott leszállás közben a kifutópályáról, majd lángra lobbant. A repülőgépen (A340–313X, F–GLZQ) 297 utas és 12 fő személyzet tartózkodott. Senki nem halt meg, 41 utas megsérült, egy közülük súlyosan. Az eset a torontói Toronto Pearson nemzetközi repülőtéren történt.[25]
- 2007. november 9. - Az Iberia (légitársaság) egyik A430–642 gépe (EC–JOH) súlyosan megsérült, miután leszállás közben a futómű több kereke defektet kapott, és túlfutott a kifutópályán az ecuadori Mariscal Sucre nemzetközi repülőtéren. Futóműve összecsuklott, és két hajtóműve a földre került. A 345 utas és 14 főnyi személyzet evakuált a felfújható csúszdák segítségével. Senkinek sem volt komoly sérülése.[26]
- 2007. november 15. - Az Etihad Airways számára legyártott A340–642X (F–WWCJ) megsérült a földi hajtóműteszt során az Airbus gyára közelében a Toulouse-Blagnaci repülőtéren. Hat nappal szállítás előtt a légitársaság mérnökei nekivezették a gépet egy ferde betonfalnak, ennek következtében komolyan megsérült a törzse. A pilótafülkét magába foglaló rész leszakadt és 15 méter magasból a földre zuhant. A repülőgépen kilenc fő tartózkodott, ebből öt mérnök megsérült, három közülük súlyosan. A repülőgépet leselejtezték.[27]
- 2009. március 20. - Az Emirates Flight 407 járata felszállás közben sérült meg a Melbourne Nemzetközi Repülőtéren. A repülőgép (A340–541, A6–ERG) a felszállás során hozzáütötte a farokrészét a kifutópálya betonjához. A hátsó rész nyomásviselő támfala megsérült. A gép felszállás után biztonságosan visszatért, miután leeresztette az üzemanyaga nagy részét. A 257 utasból és 18 fő személyzetból senki sem sérült meg komolyan. Az eset kivizsgálása folyamatban van.[28]

## Műszaki adatok
| Méretei                             | A340–200                            | A340–300                            | A340–500/–500HGW                    | A340–600/–600HGW                    |
| ----------------------------------- | ----------------------------------- | ----------------------------------- | ----------------------------------- | ----------------------------------- |
| Hossz                               | 59,4 m                              | 63,6 m                              | 67,9 m                              | 75,3 m                              |
| Magasság                            | 16,8 m                              | 16,85 m                             | 17,1 m                              | 17,3 m                              |
| Törzsátmérő                         | 5,64 m                              | 5,64 m                              | 5,64 m                              | 5,64 m                              |
| Utastér szélessége                  | 5,28 m                              | 5,28 m                              | 5,28 m                              | 5,28 m                              |
| Utastér hossza                      | 46,06 m                             | 50,35 m                             | 53,56 m                             | 60,98 m                             |
| Szárnyfesztávolság                  | 60,3 m                              | 60,3 m                              | 63,45 m                             | 63,45 m                             |
| Szárnyfelület                       | 362 m²                              | 362 m²                              | 438 m²                              | 438 m²                              |
| Szárnynyilazás                      | 30°                                 | 30°                                 | 31,1°                               | 31,1°                               |
| Futómű-tengelytáv                   | 23,24 m                             | 25,6 m                              | 27,59 m                             | 32,89 m                             |
| Nyomtávolság                        | 10,69 m                             | 10,69 m                             | 10,69 m                             | 10,69 m                             |
| Tömegadatok                         | A340–200                            | A340–300                            | A340–500                            | A340-600                            |
| Legnagyobb guruló tömeg             | 275 t                               | 275 t                               | 373,2 t (381,2 t)                   | 369,2 t (381,2 t)                   |
| Legnagyobb felszálló tömeg          | 275 t                               | 275 t                               | 372 t (380 t)                       | 368 t (380 t)                       |
| Legnagyobb leszálló tömeg           | 181 t                               | 192 t                               | 243 t (246 t)                       | 259 t (265 t)                       |
| Legnagyobb tömeg (üzemanyag nélkül) | 169 t                               | 180 t                               | 230 t (232 t)                       | 245 t (251 t)                       |
| Tüzelőanyag mennyisége              | 155 040 l                           | 140 640 l                           | 214 400 l (223 200 l)               | 195 900 l (204 500 l)               |
| Üzemeltetési adatok                 | A340–200                            | A340–300                            | A340–500                            | A340-600                            |
| Hajtóművek (4 db)                   | CFM56-5C4                           | CFM56-5C4P                          | Rolls-Royce Trent 500               | Rolls-Royce Trent 500               |
| Hajtóművek tolóereje                | 151 kN                              | 151 kN                              | 235 kN (249 kN)                     | 249 kN                              |
| Személyzet                          | 2 fő pilóta + utaskísérők           | 2 fő pilóta + utaskísérők           | 2 fő pilóta + utaskísérők           | 2 fő pilóta + utaskísérők           |
| Ülések száma                        | 300 (2 osztályon) 261 (3 osztályon) | 335 (2 osztályon) 295 (3 osztályon) | 359 (2 osztályon) 313 (3 osztályon) | 419 (2 osztályon) 380 (3 osztályon) |
| Hatótávolság                        | 12 400 km                           | 13 700 km                           | 16 000 km                           | 14 600 km                           |
| Utazósebesség                       | 0,82 Mach (871 km/h)                | 0,82 Mach (871 km/h)                | 0,82 Mach (871 km/h)                | 0,82 Mach (871 km/h)                |
| Max. repülési sebesség              | 0,86 Mach (913 km/h)                | 0,86 Mach (913 km/h)                | 0,86 Mach (913 km/h)                | 0,86 Mach (913 km/h)                |

## Forrásjegyzék
1. 1 2  Completion of production marks new chapter in the A340 success story (angol nyelven). Airbus Presscentre. [2015. július 2-i dátummal az eredetiből archiválva]. (Hozzáférés: 2013. szeptember 25.)
2. 1 2  Airbus orders & deliveries. Airbus S.A.S
3. 1 2 3  Airbus Aircraft 2011 List Prices (PDF). Airbus S.A.S. [2011. március 13-i dátummal az eredetiből archiválva]. (Hozzáférés: 2011. február 1.)
4. ↑  Aircraft Family - (A330-200) Specifications. [2008. március 4-i dátummal az eredetiből archiválva]. (Hozzáférés: 2012. október 1.)
5. ↑  Aviation Past- Airbus A330. [2009. február 10-i dátummal az eredetiből archiválva]. (Hozzáférés: 2009. április 23.)
6. ↑  Steve's Airshow World - Aircraft Factfile and Recognition Guide - Airbus A330. [2009. február 12-i dátummal az eredetiből archiválva]. (Hozzáférés: 2009. április 23.)
7. ↑  FLUG REVUE February 2000: The Airbus story. [2009. február 6-i dátummal az eredetiből archiválva]. (Hozzáférés: 2009. január 26.)
8. ↑  The Airbus A330 Aircraft Information. [2009. december 27-i dátummal az eredetiből archiválva]. (Hozzáférés: 2009. augusztus 29.)
9. ↑  Record Longest Flight Flies in the Face of Its Critics. Guardian, 2004. június 29. [2006. április 13-i dátummal az eredetiből archiválva]. (Hozzáférés: 2006. augusztus 6.)
10. ↑  Singapore Air makes longest flight. CNN
11. ↑  Jetphotos Airbus A340-541HGW HS-TLD JetPhotos.net
12. ↑  Kingfisher Purchases Five Airbus A340-500 Archiválva 2008. június 6-i dátummal a Wayback Machine-ben flykingfisher.com
13. ↑  Kingfisher purchases five A340-500 Archiválva 2009. július 8-i dátummal a Wayback Machine-ben Airbus.com
14. ↑  Carriers ponder compensation claims against Airbus for overweight aircraft, 2007. április 7. (Hozzáférés: 2007. április 7.)
15. ↑  New A340-600 takes to the skies, 2005. november 18. [2006. május 19-i dátummal az eredetiből archiválva]. (Hozzáférés: 2006. augusztus 6.)
16. ↑  Newly certified A340-600 brings 18% higher productivity, 2006. április 14. [2006. június 16-i dátummal az eredetiből archiválva]. (Hozzáférés: 2006. augusztus 6.)
17. ↑  Emirates orders 41 additional Airbus aircraft, 2003. június 16. [2006. május 19-i dátummal az eredetiből archiválva]. (Hozzáférés: 2006. augusztus 6.)
18. ↑  Qatar Airways First Airbus A340-600 Arrives In Doha www.qatarairways.com
19. ↑  First Boeing jet of many touches down in Qatar. [2008. június 18-i dátummal az eredetiből archiválva]. (Hozzáférés: 2009. május 2.)
20. ↑  EXCLUSIVE: Enhanced A340 to take on 777
21. ↑  Aviation Week & Space Technology, October 29, 2007, p. 63
22. ↑  Airlines curb Long Flights to Save on Fuel, Wall Street Journal, July 8, 2008, pp.B1-B2
23. ↑  Cathay Pacific to Cut Flights to Los Angeles, Wall Street Journal, August 12, 2008, p.D3
24. ↑  Airbus A340 at Aviation Safety Network database
25. ↑  Aviation Investigation Report A05H0002 (PDF). Transportation Safety Board (TSB)
26. ↑  Informe de accidente de la aeronave Airbus A-340–600, ocurrido en el aeropuerto Mariscal Sucre de Quito, el 9 de Noviembre de 2007 (PDF). Dirección de Aviación Civil (DGAC)[halott link]
27. ↑  Accident survenu le 15 novembre 2007 sur l’aérodrome de Toulouse Blagnac à l’Airbus A340–600 numéro de série 856 (PDF). Bureau d'Enquêtes et d'Analyses (BEA)
28. ↑  Tail Strike Melbourne Airport AO-2009-012 Preliminary Report (PDF). Australian Transport Safety Bureau (ATSB). [2010. december 13-i dátummal az eredetiből archiválva]. (Hozzáférés: 2010. december 27.)
29. ↑  Airbus A340–200 Specifications. [2009. november 17-i dátummal az eredetiből archiválva]. (Hozzáférés: 2010. december 27.)
30. ↑  Airbus A340–300 Specifications. [2009. november 19-i dátummal az eredetiből archiválva]. (Hozzáférés: 2010. december 27.)
31. ↑  Airbus A340–500 Specifications. [2009. november 19-i dátummal az eredetiből archiválva]. (Hozzáférés: 2010. december 27.)
32. ↑  Airbus A340–600 Specifications. [2009. október 31-i dátummal az eredetiből archiválva]. (Hozzáférés: 2010. december 27.)

## Lásd még
- Airbus A330
- Boeing 707
- Boeing 747
- Boeing 777
- McDonnell Douglas MD–11
- Iljusin Il–96